# 헤비 메탈 (잡지)
《헤비 메탈》(Heavy Metal)은 다크 판타지와 사이언스 픽션, 에로티카의 혼합으로 알려진 미국의 사이언스 픽션 판타지 만화 잡지이다. 1970년대 중반, 출판업자 리어나드 모글(Leonard Mogel)이 《내셔널 램푼》의 프랑스어판을 활성화시키기 위하여 파리에 머물고 있었을 때, 프랑스의 과학-판타지 잡지인 《메탈 위를랑》을 발견하였다.
모글은 미국판의 라이선스를 취득하였을 때, 잡지의 제호를 변경하기로 결정하였으며, 헤비 메탈은 미국에서 1977년 4월에 풀컬러로 출판되었다. 처음에는 《메탈 위를랑》에 출판된 장 지로, 필립 드뤼이예, 밀로 마나라 등의 작품을 게재하였으나, 이후에 Stefano Tamburini와 Tanino Liberatore의 폭력적인 《랜제록스》(RanXerox)를 연재하였다.

## 역사
모글은 HM 커뮤니케이션스이라는 출판사에서 헤비 메탈을 출판하였다. 처음에는 월간으로 출판되었으나, 1986년 겨울에는 계간으로 변경되었고, 1989년 5월에는 격월간으로 변경되었다. HM 커뮤니케이션스는 1977년 4월부터 1992년 5월까지 16권 136호를 출판하였다.
《닌자 거북이》의 공동 창작자인 케빈 이스트먼은 《헤비 메탈》을 구독하면서 성장하였으며, 잡지에서 그전에는 미국에서 보이지 않던 유럽의 예술을 발견하였으며, 또한 "몇몇 언더그라운드 만화보다 선정적이거나 극단적인 않았지만 높은 연령의 독자를 위해 의도된" 언더그라운드 만화 감성을 체감하였다. 이스트먼은 1992년 5월 《헤비 메탈》의 출판을 인수하여 메탈 매머드에서 출판하였다.
이스트먼은 디지털과 음악 전문가 데이비드 박슨바움(David Boxenbaum)과 영화 제작자 제프 크릴리츠(Jeff Krelitz)에게 《헤비 메탈》의 출판을 2014년 1월에 양도하였다. 이스트먼은 잡지의 발행인으로서 활동하고 있으며, 새로운 《헤비 메탈》에 소액을 투자하였다.
한편, 한국에서는 98년 4월 트루패밀리에서 창간했으며 이 회사는 87년 3월 25일 창간된 한국 최초 야구전문 주간지이자 일본 야구전문 주간지 《슈칸 베이스볼》을 모델로 한 《주간야구》의 자매지로 88년 7월 21일 창간됐지만 모체 《주간야구》가 스포츠신문들의 증면경쟁에 따른 기자스카웃이 이어져 통권 339호(93년 12월 1일자)를 끝으로 폐간되어(이후 2006년 3월 17일자부터 복간한 한편 창간 1호-통권 340호란 제호가 붙었으나 광고수주 실패 등 사전준비 부족으로 고전을 면치 못하여 2006년 4월 11일자(창간 6호-통권 345호)를 끝으로 재폐간) 자연스럽게 폐간(93년 11월 21일자)(통권 269호)된 성인만화잡지 《매주만화》를 96년 7월 격주간 형식으로 재창간(매월 1.3주 토요일)했지만(이 과정에서 창간 1호와 통권 270호가 함께 표기되었으며 당시 상호명은 미디어유니버스) 너무 오랜 공백기 탓인지 인기 작가들이 포진한 《미스터블루》 《빅점프》 《투엔티세븐》의 아성을 넘지 못한 채 97년 5월 잠정 휴간(15일자)(창간 15호-통권 284호)한 후 다음 해 1월 말 발행을 재개한 동시에(30일자인데 발간일은 15일.창간 16호-통권 285호) 매월 1.15일 발간하는 형식으로 변경시켰으나 전년도 7월 1일 시행발표된 '청소년 보호법'으로 된서리를 맞아 98년 3호(3월 15일자인데 발행일은 1일.창간 18호-통권 287호)를 끝으로 재폐간되자 98년 4월 《매주만화》의 대체 잡지로 창간했는데 회사가 그 해 말 문을 닫으면서 1년을 넘기지 못한 채 폐간됐다.
한편, '청소년 보호법'으로 인해 1996년 7월 격주간으로 재창간된 《매주만화》의 당시 경쟁지였던 《미스터블루》 《빅점프》 《투엔티세븐》이 1997년 8월부터 한동안 잠정 휴간에 들어갔다가 1997년 11월 복간됐는데 이들 중 《미스터블루》는 앞서 언급한 것처럼 1987년 3월 25일 창간된 한국 최초 야구전문 주간지이자 일본 야구전문 주간지 《슈칸 베이스볼》을 모델로 한 《주간야구》의 자매지로 88년 7월 21일 창간됐지만 모체 《주간야구》가 스포츠신문들의 증면경쟁에 따른 기자스카웃이 이어져 통권 339호(93년 12월 1일자)를 끝으로 폐간되어(이후 2006년 3월 17일자부터 복간한 한편 창간 1호-통권 340호란 제호가 붙었으나 광고수주 실패 등 사전준비 부족으로 고전을 면치 못하여 2006년 4월 11일자(창간 6호-통권 345호)를 끝으로 재폐간) 자연스럽게 폐간(93년 11월 21일자)(통권 269호)됐다가 1996년 7월 격주간 형식으로 재창간(매월 1.3주 토요일)했지만(이 과정에서 창간 1호와 통권 270호가 함께 표기되었으며 당시 상호명은 미디어유니버스) 너무 오랜 공백기 탓인지 인기 작가들이 포진한 《미스터블루》 《빅점프》 《투엔티세븐》의 아성을 넘지 못한 채 97년 5월 잠정 휴간(15일자)(창간 15호-통권 284호)한 후 1998년 1월 말부터 발행을 재개한 동시에(30일자인데 발간일은 15일.창간 16호-통권 285호) 매월 1.15일 발간하는 형식으로 변경한 《매주만화》 가 그랬던 것처럼 국산만화 위주인 한편 《매주만화》(98년 3호. 3월 15일자인데 발행일은 1일.창간 18호-통권 287호)와 같은 시기(98년 3월) 폐간됐으며 그 이후 《투엔티세븐》이 1998년 여름 폐간되면서 유일하게 남은 성인만화잡지가 된 동시에 이 잡지와 마찬가지로 국산-일본만화를 동시에 실은 《빅점프》는 1999년 6월부터 청소년도 볼 수 있는 만화잡지로 변신했지만 다음 해 여름 폐간되어 현재 종이로 된 성인만화잡지는 존재하지 않고 있다.